# Teruel
Teruel (spanskt uttal: [teˈɾwel]
 ( lyssna)) är en stad och kommun i den autonoma regionen Aragonien i nordöstra Spanien. Staden ligger vid floden Turia, cirka 147 kilometer söder om Zaragoza. Teruel är huvudort i provinsen med samma namn. Kommunen har 36 713 invånare (2024), på en yta av 440,41 km².
Näringslivet präglas av handel, livsmedels- och trävaruindustri samt turism. Teruel har en gotisk katedral från 1500-talet. Stadens murar, broar och trånga gator ger Teruel en medeltida prägel.